# La Véritable histoire d'Abe Sada
Pour plus de détails, voir Fiche technique et Distribution.
La Véritable histoire d'Abe Sada (実録阿部定, Jitsuroku Abe Sada) est un film japonais réalisé par Noboru Tanaka et sorti en 1975.

## Synopsis
Dans les années 1930 à Tokyo, l'histoire vraie d'Abe Sada, une ex-geisha qui s'éprend de Kichizo, un restaurateur. Ils entretiennent dès lors des rapports amoureux et sexuels confinant à la folie.

## Fiche technique
- Titre : La Véritable histoire d'Abe Sada
- Titre original : 実録阿部定 (Jitsuroku Abe Sada)
- Réalisation : Noboru Tanaka
- Scénario : Akio Ido
- Musique : Kôichi Sakata
- Directeur de la photographie : Masaru Mori
- Montage : Shinji Yamada
- Sociétés de production : Nikkatsu Corporation
- Pays :  Japon
- Langue originale : japonais
- Genre : Drame, érotique et biopic
- Durée : 75 minutes
- Dates de sortie
  - Japon : 8 février 1975
  - France : 13 juin 1990
- Film interdit aux moins de 12 ans lors de sa sortie en France

## Distribution
- Junko Miyashita : Abe Sada
- Eimei Esumi : Kishizō Ishida
- Genshu Hanayagi : Geisha
- Nagatoshi Sakamoto : Osato
- Ikunosuke Koizumi : le détective
- Yoshie Kitsuda : la femme de Kishizō